# Captain (Royal Navy)
Pour les articles homonymes, voir Captain et Capitaine.
Le grade de captain (Capt) est un grade d'officier supérieur de la Royal Navy, la marine militaire britannique. Il se classe au-dessus du commander et en dessous du commodore, il est noté OF-5 dans les codes OTAN. Il équivaut à un grade de colonel dans la British Army (l'armée de terre) et dans les Royal Marines et à celui de group captain dans la Royal Air Force (l'armée de l'air). L'insigne de captain est composé de quatre galons larges, de tresse d'or, avec une boucle sur le galon supérieur (la boucle de Nelson).
Les officiers de la Royal Navy du grade de captain peuvent servir à bord de grands bâtiments (en principe en tant que commandant), dans des états-majors embarqués ou à terre ou bien dans des bases navales ou d'autres établissements de services.
Dans la Royal Navy, l'officier commandant un bâtiment — le commanding officer (en) (CO) — est généralement désigné par l'appellation « captain », même s'il n'en a pas le grade.

## Galerie

Insigne de manche
Patte d'épaule
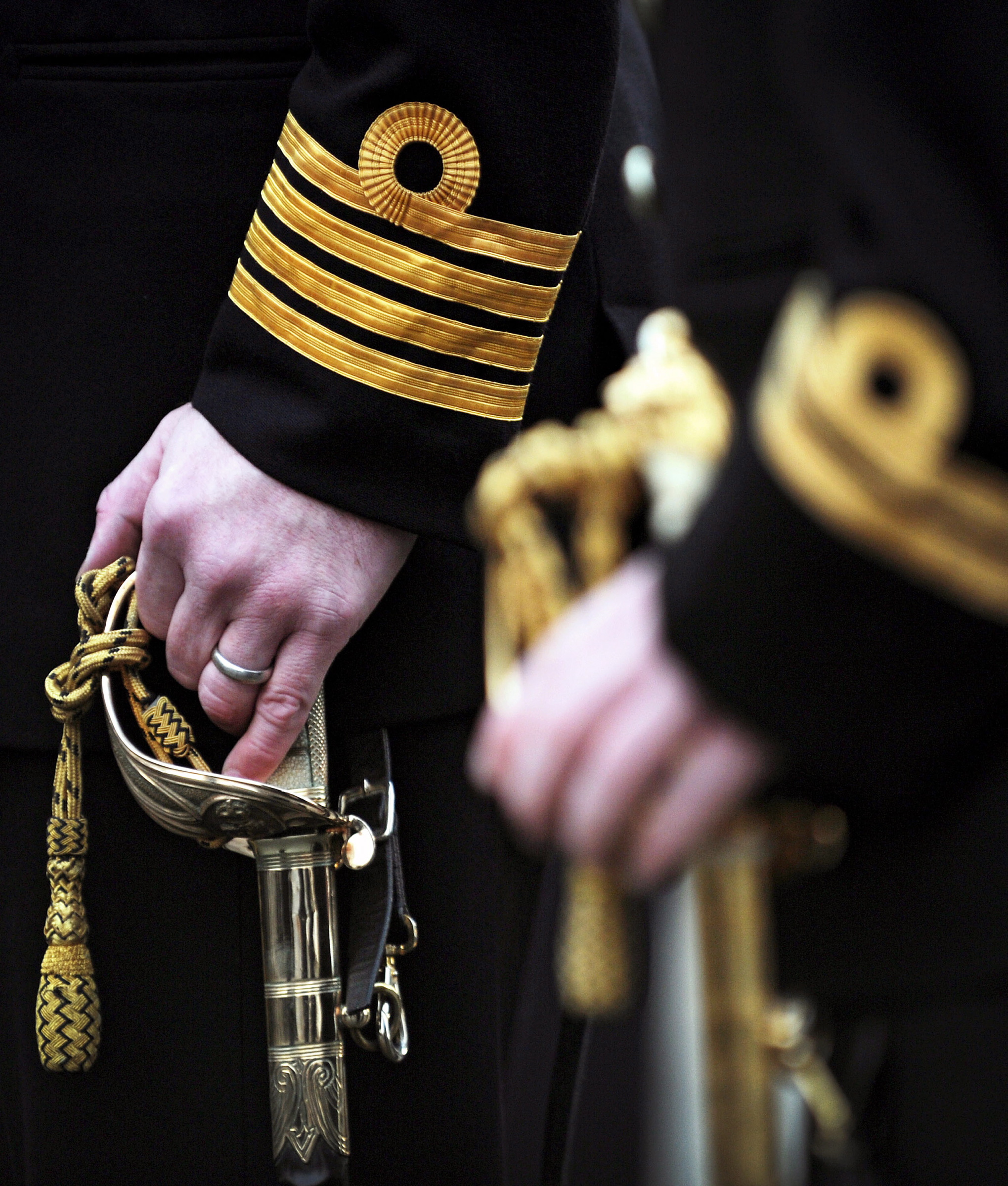
Les insignes de grade d'un captain de la Royal Navy en janvier 2013 au HMNB Clyde.
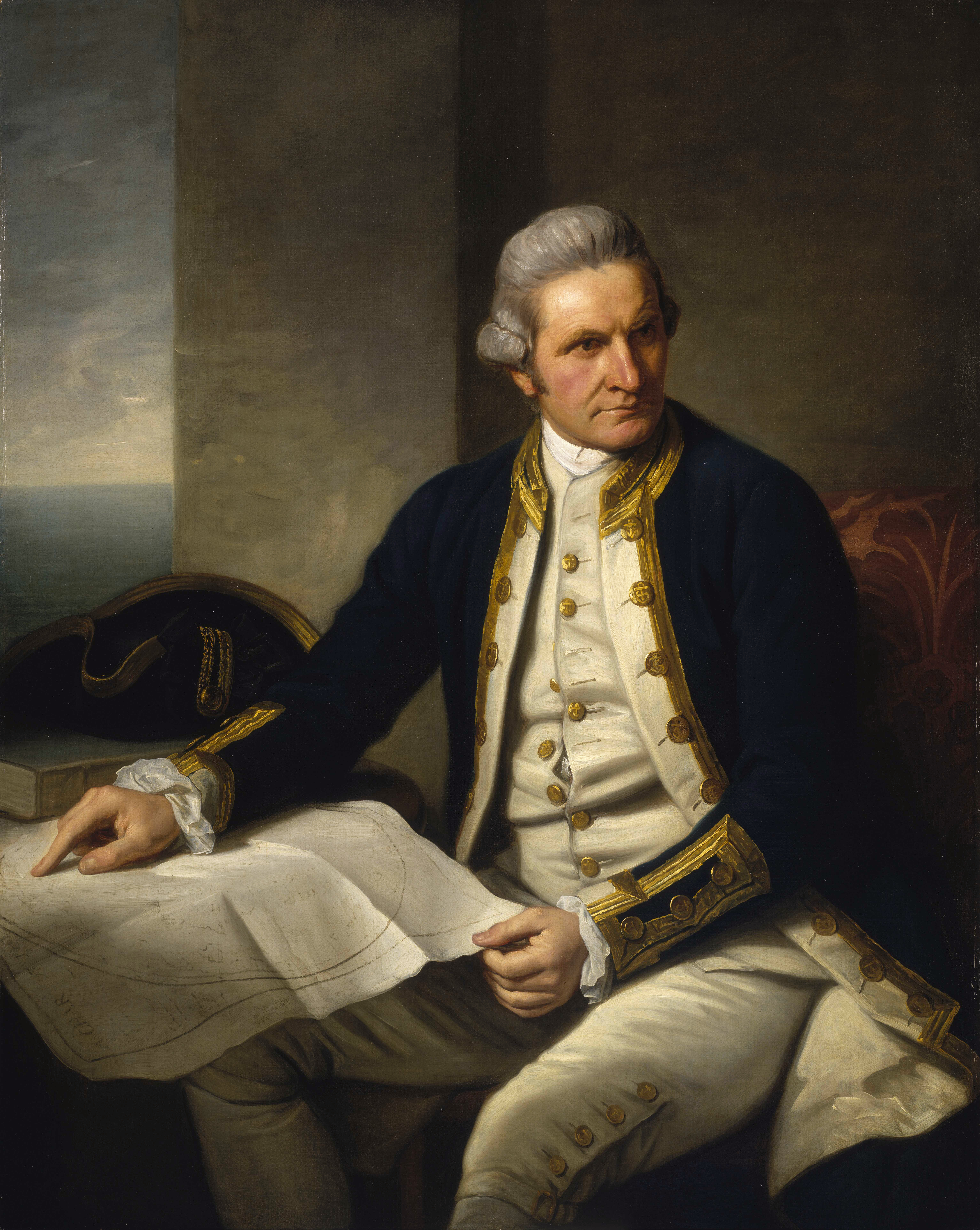
Portrait du captain James Cook, célèbre explorateur britannique.